# Teijiro Tanikawa
Teijiro Tanikawa (n. 20 decembrie 1932 – d. 13 mai 2025) a fost un înotător ce a reprezentat Japonia, medaliat olimpic. A participat la o ediție a Jocurilor Olimpice (1952) în care a câștigat o medalie de argint.